# جوش لوهوكاي
جوش لوهوكاي (بالهولندية: Jos Luhukay)‏ (13 يونيو 1963 فينلو هولندا - ) هو لاعب كرة قدم هولندي، يلعب كلاعب وسط.

## وصلات خارجية
جوش لوهوكاي على موقع قاعدة بيانات كرة القدم.إي يو (الإنجليزية)
- جوش لوهوكاي على موقع بيانات كرة القدم. دي إي (الألمانية)
- جوش لوهوكاي على موقع Soccerbase.com (مدرب) (الإنجليزية)
- جوش لوهوكاي على موقع عالم كرة القدم.نت (الإنجليزية)